# Iris Mittenaere
Iris Mittenaere, född 25 januari 1993 i Lille, är en fransk fotomodell och skönhetsdrottning som blev krönt till Miss Frankrike och senare Miss Universum  2016. 

## Uppväxt
Mittenaere föddes i Lille och hennes far Yves Mittenaere är professor i historia och geografi, och hennes mor Laurence Druart, är lärare och föreläsare. Hon har en bror, syster och halvsyster. Hennes föräldrar separerade när hon var tre år gammal. Hon gick i skolan i Steenvoorde, där hon bodde tillsammans med sin mor. Innan hon vann Miss Universum studerade Iris Mittenaere till tandläkare.

## Miss Frankrike
Efter att hon vunnit skönhetstiteln Miss Flandre tävlade hon sedan i Mittenaere i Miss Nord-Pas-de-Calais 2015 och vann. Hon fick efter vinsten tävla i Miss Frankrike 2016 som hon vann den 19 december 2015.

## Miss Universum
Iris Mittenaere tävlade sedan i Miss Universum 2016 i Manila Filippinerna den 30 januari 2017, där hon vann och blev första europeiska vinnaren av skönhetstävlingen sedan 1990. Mittenaere blev den andra Miss Frankrike att vinna Miss Universum tävlingen, den första vinnaren var Christiane Martel som blev krönt 1953.